# Keton
Keton je funkcionalna skupina, ki vsebuje karbonilno skupino C=O, vezano na dva ogljikova atoma. Splošna formula ketonov je R1-CO-R2. Substituenti R2 in R2 sta lahko enaki, nobena od njiju pa ne sme biti vodik, ker bi spojina postala aldehid. Najenostavnejši keton je dimetil keton s sistematičnim imenon propanon, v vsakdanjem življenju znan kot aceton.
Za ketone značilna reakcija je keto-enolna tavtomerija, ki poteče v prisotnosti kislih katalizatorjev. V reakciji se vzpostavi kemijsko ravnotežje med ketonsko in enolno obliko ketona. Ketoni tvorijo z močnimi bazami enolate. Spojine z dvema karbonilnima skupinama so diketoni.

## Nomenklatura
Za poimenovanje ketonov velja splošno pravilo, da njihov osnovni alkan, v katerega spada tudi CO-skupina, končnico -an zamenja s končnico –on. Nekateri najbolj znani ketoni, na primer aceton in benzofenon, so tudi v nomenklaturi IUPAC obdržali svoja stara imena.
Uradno ime karbonilne funkcionalne skupine je –okso, v strokovni literaturi pa naletimo tudi na druga imena, na primer na –keto. V biokemiji se predponi okso in keto nanašata na karbonilno skupino, predpona okso pa lahko pomeni tudi kisikov atom, ki je koordiniran s prehodno kovino.

## Fizikalne lastnosti
Kabonilna skupina je zaradi različne elektronegativnosti ogljika in kisika (C = 2,55, O = 3,44) in dveh kisikovih neveznih elektronskih parov precej polarna. Karbonilna skupina zato tvori vodikove vezi, zato so ketoni topni v vodi. Ketoni so akceptorji vodikove vezi, zato so bolj hlapni kot alkoholi in karboksilne kisline s primerljivo molekulsko maso.

## Kislost
α-vodikov atom (vodik, ki je vezan na ogljiku ob karbonilni skupini) je mnogo bolj kisel (pKa ≈ 20) od  vodika v alkanu (pKa ≈ 50). Večja kislost je posledica resonančno stabiliziranega enolatnega iona, ki nastane pri disociaciji enola. Relativna kislost α-vodika ni pomembna samo za ketone, ampak tudi za druge karbonilne spojine.

## Spektroskopske lastnosti
Spektroskopija je pomembna metoda za identificiranje ketonov. Ketoni in aldehidi imajo izrazit vrh v infrardečem delu spektra pri valovni dolžini okrog 1700 cm−1, lahko tudi malo višje ali nižje, odvisno od kemičnega okolja.
Protonska magnetna resonanca 1H za odkrivanje prisotnosti ketonov ni uporabna. Spektri 13C so značilno relativno šibki. Ker aldehidi resonirajo pri približno istem kemijskem premiku, je za spektroskopsko  razločitev aldehidov in ketonov potrebnih več različnih JMR poskusov.

## Sinteze
Ketoni se v laboratoriju in industrijsko lahko pripravijo na več načinov. 
- Z oksidacijo sekundarnih alkoholov, na primer propan-2-ola v aceton:

H3C-CH(OH)-CH3 → H3C-CO- H3C
Reakcija poteče samo z močnimi oksidanti, na primer s kalijevim permanganatom (KmnO4) in kromovimi(VI) spojinami. Sodobne sinteze uporabljajo tudi milejše oksidante, na primer Dess-Martinov perjodinat ali kombinacijo oksalil klorida in dimetisulfoksida (Moffat-Swernova oksidacija).
- S hidrolizo geminalnih halogenidov.
- Iz alkinov: z adicijo vode (hidratacija) na trojno vez v prisotnosti kisline in HgSO4 nastanejo enoli, ki se kasneje s tavtomerizacijo pretvorijo v ketone. Ketoni nastanejo tudi iz terminalnih alkinov. Za pridobivanje aldehidov iz alkinov je  potreben disiamilboran (bis(1,2-dimetilpropil)boran).
- Aromatski ketoni se lahko pripravijo s Friedel-Craftsovo acilacijo, njej sorodno Houben-Hoeschovo reakcijo in Friesovo prerazporeditvijo.
- Z ozonolizo razvejanih alkenov nastanejo aldehidi in/ali ketoni, odvisno od substituent v  reaktantu.
- Iz peroksidov in baz s Kornblum-DeLaMareovo prerazporeditvijo.
- Ciklični ketoni nastanejo iz dikarboksilnih kislin z Ružičkovo ciklizacijo.
- S hidrolizo soli sekundarnih nitrospojin z Nefovo reakcijo.
- Iz tioestrov in organskih cinkovih spojin s Fukuyamovim pripajanjem.
- Ketoni nastanejo tudi v reakcijah kislinskih kloridov z organskimi kadmijevimi ali bakrovimi spojinami.
- Nekatere metil ketone se lahko pripravi z Dakin-Westovo reakcijo.

## Reakcije
Ketoni so precej reaktivni in sodelujejo v mnogih organskih reakcijah.
- Nukleofilne adicije: ketoni tvorijo v reakcijah z nukleofili tetraedrične karbonilne adicijske spojine. 
  - Reakcije z anioni terminalnih alkinov dajejo hidroksialkine.
  - Reakcije z amonijakom ali primarnimi amini dajejo imine + vodo.
  - Reakcije s sekundarnimi amini dajejo enamine in vodo.
  - Reakcije z Grignardovim reagentom dale magnezijev alkoksid, po obdelavi z vodo pa terciarni alkohol.
  - Reakcije z organskimi litijevimi spojinami dajejo terciarne alkohole.
  - Reakcije z alkoholi v kislem ali bazičnem mediju dajejo polketale in vodo. Z nadaljnjo reakcijo z vodo nastanejo ketali in voda. Reakcija je zaščitna reakcija za karbonilno skupino.
  - Reakcija R1COR2 z natrijevim amidom povzroči cepljenje, v katerem nastanejo amidi R1CONH2 in alkani R2H. Reakcija se imenuje Haller-Bauerjeva reakcija.[4]
- Elektrofilne adicije dajejo resonančno stabilizirane katione.
- Reakcije s fosfonijevimi ilidi v Wittingovi reakciji dajejo alkene.
- Reakcije z vodo dajejo geminalne diole.
- Reakcje s tioli dajejo tioacetale.
- Reakcije s hidrazinom in njegovimi derivati dajejo hidrazone.
- Reakcije s kovinskimi hidridi dajejo soli kovinskih alkoksidov, iz katerih nastanejo po reakciji z vodo alkoholi.
- V reakcijah enolov s halogeni nastanejo α-halogenoketoni.
- Reakcija na α-ogljiku s težko vodo daje devterirani keton-d.
- V fotokemični Norrishevi reakciji pride do fragmentacije.
- Haloformna reakcija: s halogeniranjem metil ketonov, se pravi ketonov s splošno formulo R-CO-CH3, v bazičnem okolju nastanejo haloformi, na primer CHCl3, CHBr3 ali CHI3.[5] R je lahko vodik, alkil ali aril.
- Robinson-Gabrielova sinteza: z dehidracijo 1,4-aminodiketonov nastanejo oksazoli.
- Willgerodtova reakcija: aril alkil ketoni reagirajo z žveplom in amini, tako da nastanejo amidi.

## Biokemija
Aceton, acetoacetat in β-hidroksibutirat so ketoni ali ketonska telesa, ki v človeškem organizmu in v organizmih večine vretenčarjev nastajajo iz ogljikovih hidratov, mastnih kislin in amino kislin. Vsebnost ketonov v krvi se poveča po krajšem postu, na primer zjutraj po prespani noči, v krvi in urinu pa po daljšem stradanju, hipoglikemiji, zaradi raznih prirojenih napak v metabolizmu in ketoacidozah, ki so običajno posledica sladkorne bolezni. Ketoacidoze so značilne za dekompenzirani ali nezdravljeni diabetes tipa 1, v nekaterih okoliščinah pa se pojavljajo tudi pri diabetesu tipa 2.
Acetoacetat in β-hidroksibutirat sta pomembni gorivi za mnoga tkiva, posebno med postom in stradanjem. Med njimi so najpomembnejši možgani, v katerih so ketonska telesa osnova za sintezo lipidov in vir energije v obdobjih pomanjkljive prehrane. Dr. Richard Veech z ameriškega Inštituta za zdravje trdi, da imajo ketoni "čarobno" sposobnost, da izboljšajo učinkovitost metabolizma, zmanjšajo nastajanje prostih radikalov in drugih škodljivih produktov normalnega metabolizma in so zato primerni tudi za zdravljenje nevroloških bolezni, na primer Alzheimerjeve in Parkinsonove bolezni. Če so vir energije ketoni, se učinkovitost srca in možganov poveča za 25%. Raziskave so pokazale tudi to, da igrajo ketoni pomembno vlogo pri zmanjševanju epileptičnih napadov s tako imenovano ketogeno dieto, ki predpisuje visoko količino maščob, ustrezno količino beljakovin in praktično nobenih ogljikovih hidratov.

## Uporaba
Ketoni se uporabljajo v kozmetični industriji za izdelavo parfumov, kot topila in kot stabilizatorji  barvnih premazov. Najpomembnejša ketona sta aceton (propan-2-on, dimetil keton) in metil etil keton (butan-2-on).